# Georges Dubois
Georges Dubois (fl. XIX secolo) è stato un ginnasta francese.
Partecipò ai Giochi olimpici del 1900 di Parigi dove arrivò settantesimo nella gara degli esercizi combinati.